# Taekwondo a 2012. évi nyári olimpiai játékokon
A 2012. évi nyári olimpiai játékokon a taekwondóban összesen 8 versenyszámot rendeztek. A taekwondo versenyszámait augusztus 8. és 11. között tartották.

## Eseménynaptár
| augusztus | 8.      | 9.         | 10.       | 11.       |
| --------- | ------- | ---------- | --------- | --------- |
| Férfi     | Légsúly | Pehelysúly | Váltósúly | Nehézsúly |
| Női       | Légsúly | Pehelysúly | Váltósúly | Nehézsúly |

## Éremtáblázat
(A rendező ország csapata eltérő háttérszínnel, az egyes számoszlopok legmagasabb értéke vagy értékei vastagítással kiemelve.)
| A 2012. évi nyári olimpiai játékok éremtáblázata taekwondóban | A 2012. évi nyári olimpiai játékok éremtáblázata taekwondóban | A 2012. évi nyári olimpiai játékok éremtáblázata taekwondóban | A 2012. évi nyári olimpiai játékok éremtáblázata taekwondóban | A 2012. évi nyári olimpiai játékok éremtáblázata taekwondóban | Olimpia  |
| ------------------------------------------------------------- | ------------------------------------------------------------- | ------------------------------------------------------------- | ------------------------------------------------------------- | ------------------------------------------------------------- | -------- |
|                                                               | Ország                                                        | Arany                                                         | Ezüst                                                         | Bronz                                                         | Összesen |
| 1.                                                            | Spanyolország (ESP)                                           | 1                                                             | 2                                                             | 0                                                             | 3        |
| 2.                                                            | Kína (CHN)                                                    | 1                                                             | 1                                                             | 1                                                             | 3        |
| 3.                                                            | Dél-Korea (KOR)                                               | 1                                                             | 1                                                             | 0                                                             | 2        |
| 3.                                                            | Törökország (TUR)                                             | 1                                                             | 1                                                             | 0                                                             | 2        |
| 5.                                                            | Nagy-Britannia (GBR)                                          | 1                                                             | 0                                                             | 1                                                             | 2        |
| 5.                                                            | Olaszország (ITA)                                             | 1                                                             | 0                                                             | 1                                                             | 2        |
| 7.                                                            | Argentína (ARG)                                               | 1                                                             | 0                                                             | 0                                                             | 1        |
| 7.                                                            | Szerbia (SRB)                                                 | 1                                                             | 0                                                             | 0                                                             | 1        |
|                                                               |                                                               |                                                               |                                                               |                                                               |          |
| 9.                                                            | Franciaország (FRA)                                           | 0                                                             | 1                                                             | 1                                                             | 2        |
| 10.                                                           | Gabon (GAB)                                                   | 0                                                             | 1                                                             | 0                                                             | 1        |
| 10.                                                           | Irán (IRI)                                                    | 0                                                             | 1                                                             | 0                                                             | 1        |
|                                                               |                                                               |                                                               |                                                               |                                                               |          |
| 12.                                                           | Egyesült Államok (USA)                                        | 0                                                             | 0                                                             | 2                                                             | 2        |
| 12.                                                           | Oroszország (RUS)                                             | 0                                                             | 0                                                             | 2                                                             | 2        |
| 14.                                                           | Afganisztán (AFG)                                             | 0                                                             | 0                                                             | 1                                                             | 1        |
| 14.                                                           | Horvátország (CRO)                                            | 0                                                             | 0                                                             | 1                                                             | 1        |
| 14.                                                           | Kolumbia (COL)                                                | 0                                                             | 0                                                             | 1                                                             | 1        |
| 14.                                                           | Kuba (CUB)                                                    | 0                                                             | 0                                                             | 1                                                             | 1        |
| 14.                                                           | Mexikó (MEX)                                                  | 0                                                             | 0                                                             | 1                                                             | 1        |
| 14.                                                           | Németország (GER)                                             | 0                                                             | 0                                                             | 1                                                             | 1        |
| 14.                                                           | Tajvan (TPE)                                                  | 0                                                             | 0                                                             | 1                                                             | 1        |
| 14.                                                           | Thaiföld (THA)                                                | 0                                                             | 0                                                             | 1                                                             | 1        |
|                                                               |                                                               |                                                               |                                                               |                                                               |          |
| Összesen                                                      | Összesen                                                      | 8                                                             | 8                                                             | 16                                                            | 32       |

## Érmesek

### Férfi
| A 2012. évi nyári olimpiai játékok férfi érmesei taekwondóban |                                        |                                      |                                            |
| Versenyszám                                                   | Arany                                  | Ezüst                                | Bronz                                      |
| Légsúly                                                       | Joel González · Spanyolország (ESP)    | I Dehun · Dél-Korea (KOR)            | Alekszej Gyenyiszenko · Oroszország (RUS)  |
| Légsúly                                                       | Joel González · Spanyolország (ESP)    | I Dehun · Dél-Korea (KOR)            | Óscar Muñoz · Kolumbia (COL)               |
| Pehelysúly                                                    | Servet Tazegül · Törökország (TUR)     | Mohammad Bágeri Motamed · Irán (IRI) | Terrence Jennings · Egyesült Államok (USA) |
| Pehelysúly                                                    | Servet Tazegül · Törökország (TUR)     | Mohammad Bágeri Motamed · Irán (IRI) | Rohullah Nikpai · Afganisztán (AFG)        |
| Váltósúly                                                     | Sebastián Crismanich · Argentína (ARG) | Nicolás García · Spanyolország (ESP) | Lutalo Muhammad · Nagy-Britannia (GBR)     |
| Váltósúly                                                     | Sebastián Crismanich · Argentína (ARG) | Nicolás García · Spanyolország (ESP) | Mauro Sarmiento · Olaszország (ITA)        |
| Nehézsúly                                                     | Carlo Molfetta · Olaszország (ITA)     | Anthony Obame · Gabon (GAB)          | Robelis Despaigne · Kuba (CUB)             |
| Nehézsúly                                                     | Carlo Molfetta · Olaszország (ITA)     | Anthony Obame · Gabon (GAB)          | Liu Hsziao-po (Liu Xiaobo) · Kína (CHN)    |

### Női
| A 2012. évi nyári olimpiai játékok női érmesei taekwondóban |                                      |                                            |                                               |
| Versenyszám                                                 | Arany                                | Ezüst                                      | Bronz                                         |
| Légsúly                                                     | Vu Csing-jü (Wu Jingyu) · Kína (CHN) | Brigitte Yagüe · Spanyolország (ESP)       | Chanatip Sonkham · Thaiföld (THA)             |
| Légsúly                                                     | Vu Csing-jü (Wu Jingyu) · Kína (CHN) | Brigitte Yagüe · Spanyolország (ESP)       | Lucija Zaninović · Horvátország (CRO)         |
| Pehelysúly                                                  | Jade Jones · Nagy-Britannia (GBR)    | Hou Jü-cso (Hou Yuzhuo) · Kína (CHN)       | Marlène Harnois · Franciaország (FRA)         |
| Pehelysúly                                                  | Jade Jones · Nagy-Britannia (GBR)    | Hou Jü-cso (Hou Yuzhuo) · Kína (CHN)       | Tseng Li-Cheng · Tajvan (TPE)                 |
| Váltósúly                                                   | Hvang Gjongszon · Dél-Korea (KOR)    | Nur Tatar · Törökország (TUR)              | Paige McPherson · Egyesült Államok (USA)      |
| Váltósúly                                                   | Hvang Gjongszon · Dél-Korea (KOR)    | Nur Tatar · Törökország (TUR)              | Helena Fromm · Németország (GER)              |
| Nehézsúly                                                   | Milica Mandić · Szerbia (SRB)        | Anne-Caroline Graffe · Franciaország (FRA) | Anasztaszija Barisnyikova · Oroszország (RUS) |
| Nehézsúly                                                   | Milica Mandić · Szerbia (SRB)        | Anne-Caroline Graffe · Franciaország (FRA) | María Espinoza · Mexikó (MEX)                 |